# Tour del Norte
El Tour del Norte (en francés Tour du Nord) fue una carrera ciclista por etapas que se disputó en el departamento francés de Nord-Pas-de-Calais. Creada en 1933, se disputó hasta 1973, aunque con algunas interrupciones.

## Palmarés
| Año  | Vencedor            | Segundo               | Tercero                                  |
| ---- | ------------------- | --------------------- | ---------------------------------------- |
| 1933 | Henri Flament       | Albert Vandaele       | François Blin                            |
| 1934 | Achiel Dermaux      | Noël Declercq         | Raymond De Poorter                       |
| 1935 | Georges Christiaens | Jules Pyncket         | Arthur Debruyckere                       |
| 1936 | Albertin Disseaux   | René Walschot         | Edgard De Caluwe                         |
| 1937 | Michel Hermie       | Edgard De Caluwé      | Noël Declercq                            |
| 1938 | Julien Legrand      | Omer Thys             | Jerome Dufromont                         |
| 1939 | Jerome Dufromont    | Michel Hermie         | Omer Thys                                |
| 1952 | Emmanuel Thoma      | Jules Renard          | André Rosseel                            |
| 1953 | Albert Platel       | Michel Vuylsteke      | Edgard Sorgeloos                         |
| 1954 | Andre Rosseel       | Florent Rondele       | Antoine Frankowski                       |
| 1958 | Willy Truye         | Daniel Denys          | Claude Senicourt Gustaaf Van Vaerenbergh |
| 1960 | Willy Truye         | Dick Enthoven         | Daniel Doom                              |
| 1961 | Martin van de Borgh | Clément Roman         | Louis Troonbeeck                         |
| 1962 | André Messelis      | Benoni Beheyt         | Frans Melckenbeeck                       |
| 1963 | Jan Nolmans         | Georges Vandenberghe  | Jozef Huysmans                           |
| 1964 | Jos Huysmans        | Guido Reybrouck       | Herman Van Springel                      |
| 1965 | Willy van den Eynde | Pierre Beuffeuil      | Jean-Claude Lefebvre                     |
| 1966 | Roger Milliot       | André Messelis        | Jaak de Boever Hans Junkermann           |
| 1968 | Harry Steevens      | Leopold van den Neste | Jozef Huysmans                           |
| 1969 | René Pijnen         | Georges Pintens       | Jozef Huysmans                           |
| 1970 | Raf Hooyberghs      | José Catieau          | Jean-Marie Leblanc                       |
| 1972 | Sylvain Vasseur     | Raymond Riotte        | Louis Verreydt                           |
| 1973 | Michel Roques       | Robert Mintkiewicz    | Guy Sibille                              |